# Laropiprant
Laropiprant (INN) là một loại thuốc được sử dụng kết hợp với niacin để giảm cholesterol trong máu (LDL và VLDL) không còn được bán, do tăng tác dụng phụ không có lợi cho tim mạch. Bản thân Laropiprant không có tác dụng làm giảm cholesterol, nhưng nó làm giảm các cơn đỏ bừng mặt do niacin gây ra.
Merck & Co. đã lên kế hoạch đưa ra thị trường sự kết hợp này dưới tên thương mại Cordaptive ở Mỹ và Tredaptive ở Châu Âu. Cả hai thương hiệu chứa 1000   mg niacin và 20   mg laropiprant trong mỗi viên.

## Cơ chế hoạt động
Niacin với liều giảm cholesterol (500   mg mỗi ngày) gây ra đỏ bừng mặt bằng cách kích thích sinh tổng hợp tuyến tiền liệt D <sub id="mwGQ">2</sub> (PGD 2), đặc biệt là ở da. PGD 2 làm giãn các mạch máu thông qua kích hoạt phân nhóm thụ thể tuyến tiền liệt D 2 thứ typ DP 1, làm tăng lưu lượng máu và do đó dẫn đến bốc hỏa. Laropiprant hoạt động như một chất đối vận thụ thể DP 1 chọn lọc để ức chế sự giãn mạch của hoạt chất tuyến tiền liệt D 2 do DP 1 kích hoạt.
Lấy 325   mg aspirin 20 phút 30 phút trước khi dùng niacin cũng đã được chứng minh là có thể ngăn ngừa đỏ bừng ở 90% bệnh nhân, có lẽ bằng cách ức chế tổng hợp tuyến tiền liệt, nhưng thuốc này cũng làm tăng nguy cơ xuất huyết tiêu hóa, rủi ro là ít hơn 1 phần trăm.

## Lịch sử
Vào giữa những năm 2000, trong một thử nghiệm với 1613 bệnh nhân, 10,2% bệnh nhân đã ngừng dùng thuốc trong nhóm thuốc kết hợp so với 22,2% khi dùng đơn trị liệu bằng niacin.
Vào ngày 28 tháng 4 năm 2008, Cơ quan Quản lý Thực phẩm và Dược phẩm Hoa Kỳ (FDA) đã ban hành một bức thư "không được chấp thuận" cho Cordaptive. Tredaptive đã được Cơ quan Dược phẩm Châu Âu (EMA) phê duyệt vào ngày 3 tháng 7 năm 2008 
Vào ngày 11 tháng 1 năm 2013, Merck & Co Inc. tuyên bố họ đã rút thuốc trên toàn thế giới do các khuyến nghị của cơ quan quản lý châu Âu.
Nghiên cứu bảo vệ tim 2 - Điều trị HDL để giảm tỷ lệ mắc các biến cố mạch máu (HPS2-THRIVE) liên quan đến hơn 25.000 người lớn. Nhóm điều trị đã nhận được 2 g niacin giải phóng kéo dài và 40   mg laropiprant hàng ngày. Kết quả nghiên cứu, được báo cáo vào tháng 7 năm 2014, cho thấy sự kết hợp giữa niacin và laropiprant không có tác dụng có lợi khi so sánh với điều trị bằng giả dược và có tác dụng phụ tăng lên.